# Округ Худ (Тексас)
Округ Худ (енгл. Hood County) је округ у америчкој савезној држави Тексас. По попису из 2010. године број становника је 51.182.

## Демографија
Према попису становништва из 2010. у округу је живело 51.182 становника, што је 10.082 (24,5%) становника више него 2000. године.
| Група             | 2000.          | 2010.          |
| Белци             | 37.193 (90,5%) | 44.588 (87,1%) |
| Афроамериканци    | 134 (0,3%)     | 252 (0,5%)     |
| Азијати           | 126 (0,3%)     | 303 (0,6%)     |
| Хиспаноамериканци | 2.975 (7,2%)   | 5.234 (10,2%)  |
| Укупно            | 41.100         | 51.182         |